# Tornado de Greenfield de 2024
El Tornado de Greenfield de 2024 fue un violento y poderoso tornado multivórtice que en la tarde del 21 de mayo de 2024  azotó las comunidades de Villisca, Nodaway, Brooks, Corning y Greenfield en el sur de Iowa, matando 5 personas e hiriendo otros 35. El tornado fue parte de un brote de tornados que ocurrió entre 19 y 27 de mayo en los Estados Unidos. Tuvo su mayor intensidad en Greenfield, acorde con el NWS el tornado tuvo una clasificación EF4 con velocidades del viento de 300 km/h, sin embargo un radar doppler sobre ruedas tubo vientos de 512 km/h, siendo el tercero más fuerte medido por radar. 